# 5 Minutes Alone
5 Minutes Alone è un singolo del gruppo musicale statunitense Pantera, estratto dall loro settimo album in studio Far Beyond Driven nel 1994.

## Il brano

### Storia
La storia di 5 Minutes Alone è stata raccontata in un'intervista dal batterista della band, Vinnie Paul. Egli ha dichiarato che durante uno show a San Diego, California, il cantante Phil Anselmo, infastidito da un seccatore, incoraggiò la folla a "spaccargli il culo e portare la merda fuori dal concerto" (take out the shit). Di conseguenza la band fu denunciata dal padre del malcapitato seccatore, che inoltre disse al manager del gruppo: "Devi lasciarmi solamente cinque minuti da solo ("5 minutes alone") con questo Phil Anselmo e gli farò vedere chi è che comanda da queste parti". Di risposta, Phil Anselmo replicò: "Dammi cinque minuti da solo con il padre di quella femminuccia e lo prendo a calci nel culo". Così nacque lo spunto per l'incredibile successo "5 Minutes Alone".

### Stile
La canzone è potente ed energica. I riff e gli assoli di chitarra di Dimebag Darrell sono estremamente pesanti, la batteria di Vinnie Paul precisa ed energica, il basso di Rex Brown abile nell'accompagnare la chitarra e la voce di Phil Anselmo capace, significativamente, di sovrastare la violenta base musicale. Grazie a tutti questi fattori, la canzone è ritenuta da molti fan come il maggiore esempio dell'abilità del gruppo texano.

## Tracce
1. 5 Minutes Alone – 5:50
2. The Badge – 3:57
3. Cemetery Gates – 7:01